# Emil Siebert
Emil Siebert (25. Mai 1835 in Mannheim – 31. Mai 1890 in Graz) war ein deutscher Theaterschauspieler, Opernsänger (Tenor) und Komponist.

## Leben
Siebert, Sohn des Opernsängers Franz Siebert (1788–1858) zeigte selbst von Jugend auf Begabung für die Musik.
Mit seinem Vater trat er angeblich schon mit 13 Jahren in Wirtshäusern mit Vorträgen auf der Ziehharmonika, Flöte und anderen Instrumenten auf und wirkte dann als musikalischer Clown im Circus und in Café chantants (nach einer eher unzuverlässigen Mitteilung).
Sein erstes Debüt gab er 1850 in München, war dann in Regensburg, Augsburg, Pest, Nürnberg, am Hoftheater Kassel etc. engagiert, doch hielt er es nirgends lange aus.
In den 1860er Jahren war er Inhaber einer Theateragentur in München. Als er dieses Geschäft nach wenigen Jahren satt bekam, siedelte er nach Nürnberg über. Dort trat er alljährlich auf dem Stadttheater in Gastspielrollen auf, und zwar mit demselben Erfolg, wie an allen anderen Orten in Deutschland, Österreich und der Schweiz, die er auf zahlreichen Gastspielreisen besuchte.
Bei seinen Gastspielreisen durch Deutschland hatte er sich eine große Kenntnis der verschiedenen deutschen Dialekte angeeignet und trat mit Vorliebe in vier Einaktern auf, die ihm Gelegenheit gaben, seine Virtuosität in der Behandlung der Dialekte an den Tag zu legen.
Sein „Lieutenant v. Prudelwitz“, sein „gemütlicher Sachse“, sein „Zwiesele“ in der Schwäbin, sein „österreichischer Canzleirath“, waren Leistungen, die überall Beifall fanden.
Bis zum Jahre 1884 scheint Siebert in seiner Villa in Nürnberg in günstigen Verhältnissen gelebt zu haben. Seitdem ging es mit ihm bergab, die Villa wurde wegen seiner Schulden verkauft. Er verschwand, bis er eines Tages wieder als nobler Herr in Graz auftauchte. Man erzählte, dass er in jener Zeit seinen Unterhalt durch Vermittlung von Orden bestritt. Als dieses Geschäft keinen Ertrag mehr abwerfen wollte, fing er an unter Depressionen zu leiden, so dass er seinem Leben am 21. Mai 1890 in Graz durch Erschießen ein Ende setzte.
Siebert wirkte als Komiker und Tenorbuffo und komponierte auch für Pianoforte, Gesang und Orchester, indem er die Musik u vielen Theater- sowie Orchester- und Klavierstücken schrieb.
Seine Schwester Klara Siebert war ebenfalls eine Opernsängerin (Sopran).